# サンブ・アストゥ
サンブ・アスドゥ（英語: Sambe Astou、1999年6月27日 - ）は、セネガルの女子バスケットボール選手である。ポジションはパワーフォワード。Wリーグの姫路イーグレッツ所属。

## 来歴
開志国際高校に留学し、インターハイ、ウインターカップともにベスト8。
高校卒業後、江戸川大に進学。
2023年1月、アイシン ウィングスにアーリーエントリーとして加入。
2025年オフ、アイシンを退団。姫路イーグレッツに移籍。